# Новополье (Брянская область)
Новополье — поселок в Стародубском муниципальном округе Брянской области.

## География
Находится в южной части Брянской области на расстоянии приблизительно 8 км по прямой на север от районного центра города Стародуб.

## История
Упоминался еще до 1930-х годов. На карте 1941 года обозначен как поселок 2-й Покословский (Новополье) с 23 дворами. До 2019 года входил в состав Мохоновского сельского поселения, с 2019 по 2021 в состав Запольскохалеевичского сельского поселения Стародубского района до их упразднения.

## Население
Численность населения: 67 человек в 2002 году (русские 100 %), 56 в 2010.